# Georg Julius Wodroff
Georg Julius Wodroff (1640 – 31. december 1724 i København) var en dansk regimentskvartermester, fabrikant og spekulant.

## Militær karriere
Han var vistnok en søn af kaptajn, senere major Hermann Albrecht Wodroff (død 1693), der fra 1684 til 1693 stod som officer i Hans Schacks hvervede infanteriregiment. Uagtet det fremmedlydende navn var familien dog sandsynligvis af dansk oprindelse og har formentlig antaget navnet efter det glücksborgske familiegods Vodrup på Ærø. Wodroff må have læst jura, for han indtrådte 1685 som auditør i Marineregimentet, der det foregående år var overgået fra Marinen til Landetaten. I 1687 udnævntes han til regimentskvartermester i regimentet, med hvilken bestilling han 1690-98 forenede stillingen som regimentskvartermester i Schacks regiment.

## Virke som fabrikant
Wodroff var en foretagsom mand, der ville have mere end en streng på sin bue. Foruden en grund, som han i 1689 havde fået tilskødet på Christianshavn, fik han i 1699 skøde på et stykke jord ved Sankt Jørgens Sø - 1380 alen langt og 20 alen bredt - af Ladegårdens jorder for herpå at anlægge en valkemølle til at valke klæde "som de Hollændere", og i december 1700 fik han bevilling til at indrette en perlemølle "uden Staden". Han nøjedes dog ikke hermed, men fik 1702 bevilling til at anlægge en slibe- og polermølle samtidig med den af ham oprettede perlemølle og snustobaksværk og udvirkede det følgende år en forordning, hvorved det i 12 år blev forbudt andre at anlægge nogen slibe- og polermølle i 3 miles omkreds omkring København, ligesom der i samme tidsrum ikke måtte indrettes nogen perlegrynsmølle eller noget snustobaksværk på Sjælland.

## Krig og pest
Tiden var imidlertid ikke gunstig for så omfattende spekulationer. I 1709 kastede Frederik IV sig ind i Den Store Nordiske Krig. Wodroff måtte følge sit regiment til Skåne, og efter derouten her fra hjemsøgtes hovedstaden af den skrækkelige byldepest, der i 1711 havde forplantet sig her til fra Helsingør, og der blev nu anden brug for regimentskvartermesterens grund, end han havde tænkt sig. Dens beliggenhed umiddelbart op til Ladegården, der den gang var krigshospital og under kontagionen omdannedes til pesthospital, gjorde den selvskreven til at knyttes som appendiks til krigshospitalet, og på det terræn, der i de følgende århundreder skulle bære familiens navn (Vodroffsvej), rejstes nu den ene pestbarakke ved siden af den anden. Men for regimentskvartermesteren blev forretningen ikke lukrativ, og da han i september 1714 fik afsked fra sit regiment, var den 74-årige mand så reduceret, at han erholdt tilladelse til at lade sætte bækken for kirkedørene i Danmark og Norge. Han er begravet på Garnisons Kirkegård.